# Egmundella sibogae
Egmundella sibogae is een hydroïdpoliep uit de familie Campanulinidae. De poliep komt uit het geslacht Egmundella. Egmundella sibogae werd in 1940 voor het eerst wetenschappelijk beschreven door Billard. 